# الكنيسة الأوكرانية الكاثوليكية
الكنيسة الأوكرانية الكاثوليكية (بالأوكرانيّة: Українська греко-католицька церква) هي كنيسة شرقية، وكاثوليكية، وشبه وطنية؛ تعتبر الكنيسة أيضًا من دوحة التراث البيزنطي تاريخيًا وطقسيًا وثقافيًا، أما إيمانيًا، فهي جزء من الكنيسة الكاثوليكية التي تقرّ بسيادة البابا، رغم ذلك، للكنيسة الأوكرانيّة الكاثوليكيّة بطريركها الخاص وأساقفتها. الكنيسة الأوكرانية الكاثوليكية هي أكبر الكنائس الكاثوليكية الشرقية.
للكنيسة حضور مميز في أوكرانيا الغربية خاصًة في مدينة لفيف فضلًا عن مدينة كييف حيث مركز الكنيسة الروحي. لعبت الكنيسة أدورًا مهمة في التاريخ الأوكراني وفي تشكيل الهوية والقومية الأوكرانية. كما وشكّل إكليروس الكنيسة الأوكرانية الكاثوليكية وأسرهم طبقة كهنوتية وراثية متماسكة واعتبروا على رأس الطبقات الاجتماعية التي سادت المجتمع الأوكراني الغربي من خلال إقامة "سلالات كهنوتية"، وذلك من القرن الثامن عشر حتى منتصف القرن العشرين، في أعقاب الإصلاحات التي قام بها جوزيف الثاني، إمبراطور النمسا.
وفقًا لإحصائية تعود لعام 2015 يشّكل أتباع الكنيسة الأوكرانية الكاثوليكية حوالي 8.1% من مجمل سكان أوكرانيا، ويشكلون الغالبيّة السكانية في ثلاثة أوبلاست وهي لفيف أوبلاست وإيفانو فرانكيفسك أوبلاست وتيرنوبل أوبلاست فضلًا عن نصف سكان مدينة لفيف.